# Gloria in excelsis Deo, BWV 191
Gloria in excelsis Deo („Ehre sei Gott in der Höhe“) (BWV 191) ist eine Festmusik von Johann Sebastian Bach. Er komponierte die Weihnachtskantate 1742 in Leipzig. Er bearbeitete dabei Musik, die er 1733 in einem Gloria für den Dresdner Hof komponiert hatte und die er später als Gloria seiner h-Moll-Messe verwendete.

## Geschichte und Text
Bach komponierte die Musik zur Umrahmung einer akademischen Rede bei einer Universitätsfeier, die am 1. Weihnachtsfeiertag 1742 in der Paulinerkirche stattfand.
Er bearbeitete dabei Musik, die er 1733 in Kyrie und Gloria für den Dresdner Hof komponiert hatte und die er später seiner h-Moll-Messe eingliederte. Sie ist einzigartig unter seinen Kantaten, weil sie aus vorgenanntem Zusammenhang in lateinischer Sprache abgefasst und für fünfstimmigen Chor gesetzt ist.
Zudem ist sie mit einer Aufführungsdauer von nur etwa 15 Minuten wesentlich kürzer als vergleichbare Werke.
Die Kantate bezieht sich auf den in der Festrede behandelten Bibelabschnitt aus der Weihnachtsgeschichte des Evangelisten Lukas (Lk 2,14 ).

## Besetzung und Aufbau
Die Kantate ist festlich besetzt mit zwei Vokalsolisten (Sopran und Tenor), fünfstimmigem Chor mit zwei Sopranstimmen, drei Trompeten, Pauken, zwei flauto traverso, zwei Oboen, zwei Violinen, Viola und Basso continuo. Das autographe Titelblatt trägt die Aufschrift „J.J. Festo Nativit: Xsti. Gloria in excelsis Deo. à 5 Voci. 3 Trombe Tymp. 2 Trav 2 Hautb. 2 Violini Viola e Cont. Di J.S.B.“.
1. Coro: Gloria in excelsis Deo

post orationem (nach der Predigt)
1. Duetto (soprano, tenor): Gloria Patri et Filio et Spiritui sancto
2. Coro: Sicut erat in principio

## Musik
Der erste Satz (Gloria) stimmt fast vollständig mit dem entsprechenden Satz der Messkomposition überein, während der zweite und dritte Satz eng an ihr Vorbild angelehnt sind. Die Doxologie beginnt mit dem Duett Gloria Patri et Filio et Spiritui sancto, das Bach aus dem Domine Deus der Messe entwickelte, der Schlusschor Sicut erat in principio beruht auf Cum sancto spiritu. Einzelne Stimmen, zum Beispiel der fugierte Teil Sicut erat in principio, sind in der Kantate von Instrumenten verstärkt. Bach übernahm diese Änderungen jedoch nicht in die gültige Abschrift der h-Moll-Messe, und überließ es damit der Spekulation, ob er sie als Verbesserungen ansah.

## Einspielungen
- Die Bach Kantate Vol. 16. Helmuth Rilling, Gächinger Kantorei, Bach-Collegium Stuttgart, Nobuko Gamo-Yamamoto, Adalbert Kraus. Hänssler 1971
- J.S. Bach: Weihnachtsoratorium. Ludwig Güttler, Concentus Vocalis Wien, Virtuosi Saxoniae, Christiane Oelze, Hans Peter Blochwitz. Dresden Classics 1995
- J.S. Bach: Complete Cantatas Vol. 21. Ton Koopman, Amsterdam Baroque Orchestra & Choir, Caroline Stam, Paul Agnew. Antoine Marchand 1999
- Bach Cantatas Vol. 18: Weimar/Leipzig/Hamburg / For Christmas Day & for Epiphany / For the 1st Sunday after Epiphany. John Eliot Gardiner, Monteverdi Choir, English Baroque Soloists, Claron McFadden, Christoph Genz. Soli Deo Gloria 1999
- J.S. Bach: Kantate BMV 191 «Gloria in Excelsis Deo». Rudolf Lutz, Vokalensemble der Schola Seconda Pratica, Schola Seconda Pratica, Gerlinde Sämann, Johannes Kaleschke. Gallus Media 2009